# EM Strasbourg Business School
EM Strasbourg Business School – europejska szkoła biznesowa w Strasburgu. Założona w 1919 roku. We Francji posiada status grande école.
W 2019 roku EM Strasbourg uplasowała się na 85. miejscu pośród wszystkich szkół biznesowych w Europie.
Programy studiów realizowane przez EM Strasbourg posiadają potrójną akredytację przyznaną przez AMBA, EPAS oraz AACSB. Wśród najznamienitszych absolwentów tej uczelni znajdują się między innymi: Jean-Marc Zulesi.